# Чешский Сокол
Че́шский Со́кол (чеш. Česká obec sokolská (ČOS), Чешский сокольский союз) — спортивное общество, образовавшееся в XIX веке в чешских землях монархии Габсбургов. Старейшая организация сокольского движения среди всех славянских стран.

## История
Первое сокольское гимнастическое общество было учреждено 16 февраля 1862 годa в Праге. Основателями были Мирослав Тырш и Йиндржих Фигнер. Вскоре движение получило широкое распространение в Богемии и Моравии, а также стало образцом для других условно славянских стран, где началось формирование новых соколиных «гнёзд», а именно на территории современных Словении (1863), Польши (1867), Хорватии, Германии (в Лужице и Берлине), Сербии, Украине (1894, возрождено в 1939), Болгарии, Македонии, России и Словакии (1905).
В 1865 году чешские иммигранты основали первое сокольское общество в США, где подобные организации существуют и по сей день, имея в своем составе 44 «гнезда», в основном, в северных штатах.
В 1889 году был учреждён Чешский сокольский союз, объединивший сначала богемские, а затем и моравские чешские сокольские общества.
В 1915 году Чешский сокольский союз был распущен. В 1918 году союз возобновил свою деятельность, а в 1920 году принял название «Чехословацкий». 

### Вторая мировая война
Организация была распущена в период немецкой оккупации в 1941 году, а её члены подвергались преследованиям со стороны нацистов.
Некоторые соколы после закрытия организации участвовали в борьбе с фашизмом, сражаясь в рядах как чешских военных подразделений, так и союзников.

### Послевоенный период
Чешский Сокол был ненадолго возрождён после Второй мировой войны. В ходе Пражской весны в 1968 году обсуждался вопрос о возрождении организации. Деятельность была вновь возобновлена в 1990 году и ныне в состав организации входит 1061 общество.